# Trstenica
Trstenica es un pueblo ubicado en el municipio de Obrenovac, en Belgrado, Serbia.

## Superficie
Posee una superficie de 15,50 kilómetros cuadrados.

## Demografía
Hasta 2022 la población era de 695 habitantes, con una densidad de población de 44,84 habitantes por kilómetro cuadrado.